# Compagnie des Arts de Paris
La compagnie des Arts de Paris est, sous la Révolution française, un regroupement militaire parisien formé le 6 septembre 1792 sur la section du Louvre.

## Historique
Cette compagnie était composée d'étudiants des lettres et des sciences, d'élèves des écoles de droit et des Beaux-Arts, tous volontaires pour s'enrôler. Elle fut armée grâce aux efforts de trois scientifiques, Gaspard Monge, Claude Louis Berthollet et Louis-Bernard Guyton-Morveau.
Elle défila devant l'Assemblée Législative le 8 septembre 1792 et fut incorporée, à Châlons-en-Champagne, le 23 septembre 1792 dans le 9e bataillon bis de volontaires de Paris également appelé bataillon de l'Arsenal et elle fut dissoute à la fin de février 1793.
Parmi les volontaires de cette compagnie figurent : 
- son capitaine, le sculpteur Jacques Lemercier[réf. nécessaire] ;
- le sous-lieutenant Jean-Baptiste Francesqui, sculpteur connu sous le nom de Fransechi-Delorme[réf. nécessaire] ;
- le sous-officier Louis-François Lejeune, peintre[réf. nécessaire] ;
- le soldat Jacques Augustin Catherine Pajou, peintre[réf. nécessaire] ;
- le futur économiste Jean-Baptiste Say[réf. nécessaire] ;
- le peintre Alexandre Veron-Bellecourt[réf. nécessaire] ;
- le peintre Olivier Perrin[réf. nécessaire] ;
- le dramaturge Alexandre Duval et son collaborateur Louis Chicoilet de Corbigny[3] ;
- le peintre Charles Nicolas Lafond (1774-1835), qui se distinguera à la bataille de Jemmapes[4].